# Ghil'ad Zuckermann

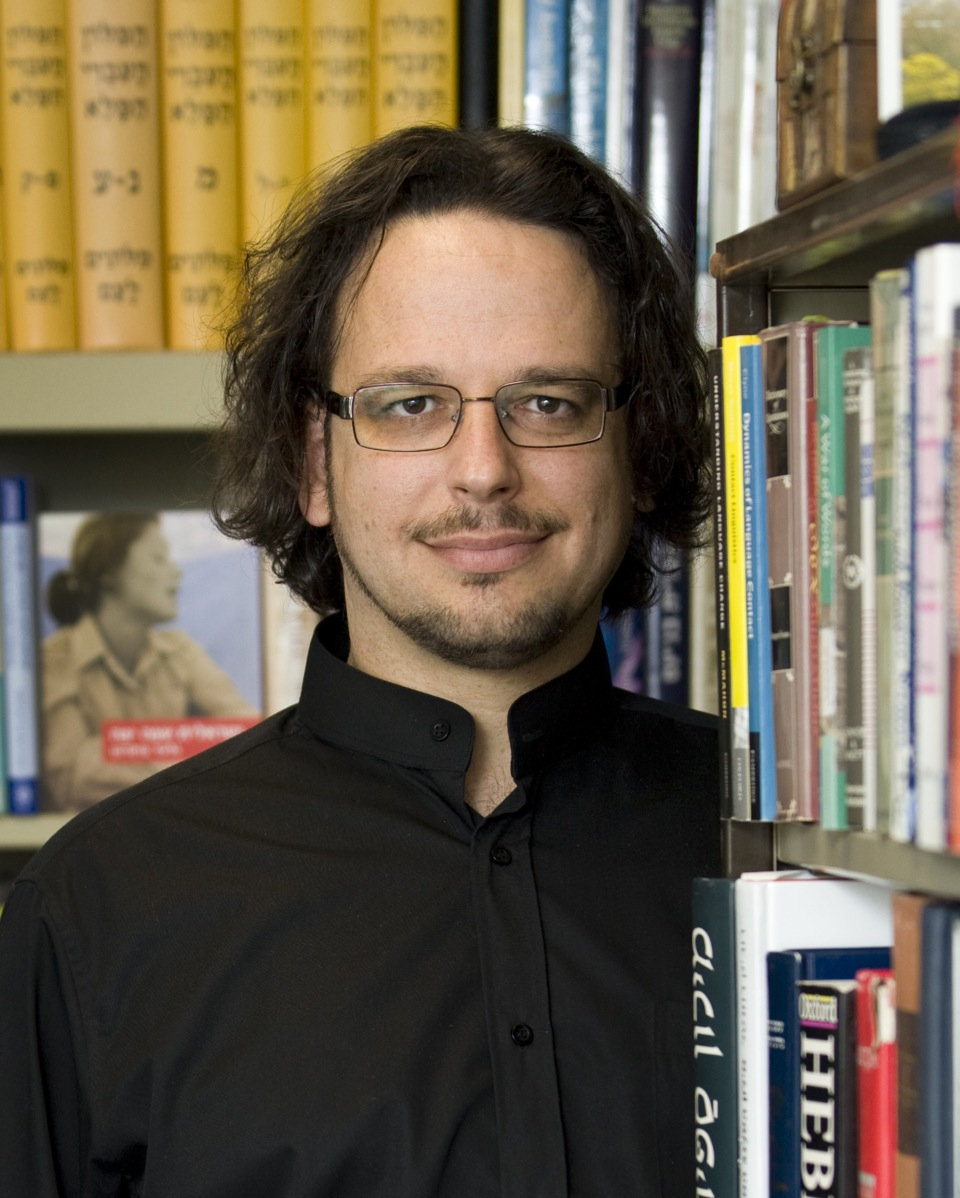
Prof. Ghil'ad Zuckermann (2011)

Ghil'ad Zuckermann (Tel Aviv, 1 juni 1971) (D.Phil. Oxford, Ph.D. Cambridge) is een taalkundige en polyglot.
Zuckermann is hoogleraar taalkunde aan de Universiteit van Adelaide en een autoriteit op het gebied van bedreigde taal.
Al op zestienjarige leeftijd kreeg Zuckermann een beurs om in Italië verder te leren. Hij keerde terug voor zijn militaire dienst en is inmiddels in bezit van twee doctoraten (summa cum laude) uit Oxford en Cambridge. Hij is een gezien spreker, haast overal op de aardbol.

## Israëlisch
Volgens Zuckermann is het moderne Hebreeuws geen vervolg van het oude Hebreeuws. In zijn boek, ‘Israelit Safa Yafa’, houdt hij een vurig pleidooi de benaming Hebreeuws af te schaffen en de taal die de Israëliërs spreken voortaan aan te duiden met ‘Israëlisch’.
Zuckermann: „We spreken hier geen taal die door de eeuwen gegroeid is en als het ware één moeder heeft, Ons ‘Israëlisch’ is voortgekomen uit de kruising tussen meerdere moeders en vaders.”
Volgens Zuckermann, Amos Oz en Meir Shalev gaan er prat op dat zij in dezelfde taal schrijven als die van de Bijbel. Volgens Zuckermann is het misleidend. „Ze willen je hier de schoolkinderen laten denken dat ze gewoon zonder meer de Bijbel kunnen lezen en begrijpen. Maar vaak bedoelt de bijbelse tekst iets heel anders dan wat zij denken.”

## Belangrijkste werken
- (2021). 多源造词研究 (Multisourced Neologization). East China Normal University Press, Shanghai ISBN 9787567598935
- (2020). Revivalistics: From the Genesis of Israeli to Language Reclamation in Australia and Beyond. Oxford University Press ISBN 9780199812790 ISBN 9780199812776
- (2008). Israelit Safa Yafa (Israeli – A Beautiful Language). Am Oved, Tel Aviv (2008). ISBN 978-965-13-1963-1.
- (2003). Language Contact and Lexical Enrichment in Israeli Hebrew. Palgrave Macmillan. ISBN 978-1403917232.
- (2015). Engaging– A Guide to Interacting Respectfully and Reciprocally with Aboriginal and Torres Strait Islander People, and their Arts Practices and Intellectual Property, Australia (2015). Gearchiveerd op 22 mei 2023.
- (2018). Dictionary of the Barngarla Aboriginal Language of Eyre Peninsula, South Australia, Australia (2017).
- (2019). Barngarlidhi Manoo ("Speaking Barngarla Together": Barngarla Alphabet & Picture Book; with the Barngarla community)
- (2021). Mangiri Yarda ("Healthy Country": Barngarla Wellbeing and Nature)
- (2023). Wardlada Mardinidhi ("Bush Healing": Barngarla Plant Medicines)[7][8][9]
- (2014). Jewish Language Contact (Special Issue of the International Journal of the Sociology of Language, Vol. 226).
- (2012). Burning Issues in Afro-Asiatic Linguistics.
- Zuckermann, Ghil'ad (2014). Native Tongue Title: Proposed Compensation for the Loss of Aboriginal Languages. Australian Aboriginal Studies 2014/1: 55-71.
- Zuckermann, Ghil'ad, Walsh, Michael (2014). “Our Ancestors Are Happy!”: Revivalistics in the Service of Indigenous Wellbeing. Foundation for Endangered Languages XVIII: 113-119.  Gearchiveerd van origineel op 24 maart 2023.
- Zuckermann, Ghil'ad, Walsh, Michael (2011). Stop, Revive, Survive: Lessons from the Hebrew Revival Applicable to the Reclamation, Maintenance and Empowerment of Aboriginal Languages and Cultures. Australian Journal of Linguistics 31: 111–127.  Gearchiveerd van origineel op 22 mei 2023.
- (2009). Hybridity versus Revivability: Multiple Causation, Forms and Patterns. Journal of Language Contact 2: 40–67.  Gearchiveerd van origineel op 22 mei 2023.
- (2006). A New Vision for "Israeli Hebrew": Theoretical and Practical Implications of Analysing Israel's Main Language as a Semi-Engineered Semito-European Hybrid Language. Journal of Modern Jewish Studies 5: 57–71.  Gearchiveerd van origineel op 22 mei 2023.
- (2004). Cultural Hybridity: Multisourced Neologization in "Reinvented" Languages and in Languages with "Phono-Logographic" Script. Languages in Contrast 4: 281–318.  Gearchiveerd van origineel op 22 mei 2023.
- (2003). Language Contact and Globalisation: The Camouflaged Influence of English on the World's Languages – with special attention to Israeli (sic) and Mandarin. Cambridge Review of International Affairs 16: 287–307.  Gearchiveerd van origineel op 22 mei 2023.
- (2008). 'Realistic Prescriptivism': The Academy of the Hebrew Language, its Campaign of 'Good Grammar' and Lexpionage, and the Native Israeli Speakers. Israel Studies in Language and Society 1: 135–154.  Gearchiveerd van origineel op 22 mei 2023.
- (2006). Zuckermann, Ghil'ad (2006). Complementation: A Cross-Linguistic Typology. Oxford University Press, Oxford, "Complement Clause Types in Israeli", 72–92. Gearchiveerd op 22 mei 2023.
- (2006). Zuckermann, Ghil'ad (2006). Explorations in the Sociology of Language and Religion. John Benjamins, Amsterdam, ""Etymythological Othering" and the Power of "Lexical Engineering" in Judaism, Islam and Christianity. A Socio-Philo(sopho)logical Perspective", 237–258. Gearchiveerd op 14 maart 2023.
- (2010). Zuckermann, Ghil'ad (2010). The Sociology of Language and Religion: Change, Conflict and Accommodation. Palgrave Macmillan, UK, "Blorít: Pagans' Mohawk or Sabras' Forelock?: Ideological Secularization of Hebrew Terms in Socialist Zionist Israeli", 84–125. Gearchiveerd op 22 mei 2023. (Yadin, Azzan & Zuckermann, Ghil'ad)
- (2008). Zuckermann, Ghil'ad (2008). Globally Speaking: Motives for Adopting English Vocabulary in Other Languages. Multilingual Matters, Clevedon-Buffalo-Toronto, "Icelandic: Phonosemantic Matching", 19–43. Gearchiveerd op 22 mei 2023. (Sapir, Yair & Zuckermann, Ghil'ad)